# Blattkohl
Blattkohl ist der deutsche Überbegriff für verschiedene Cultivare der Pflanzenart Gemüsekohl (Brassica oleracea). Diese Sorten werden aufgrund ihrer großen, dunklen, prächtigen und essbaren Blätter, aber auch zur Verschönerung des Gartens gezüchtet – hauptsächlich in Brasilien, Portugal, den südlichen Vereinigten Staaten, Afrika, Montenegro, Bosnien und Herzegowina, Südkroatien, Nordspanien und in Indien. Der Blattkohl gehört zu denselben Kultivaren, zu denen auch der Grünkohl und Frühkohl gehören, denen er außerdem genetisch stark ähnelt.
Kohl wird in portugiesischsprachigen Ländern wie Portugal, Angola und Brasilien couve oder, in Kap Verde, kovi oder kobi genannt – dort ist er Grundbestandteil der Feijoada und des Caldo verde. In spanischsprachigen Ländern wird er berza, verza in Italien, raštika in Bosnien und Herzegowina und Kroatien und raštan in Montenegro und Serbien genannt. In Kaschmir nennt man den Grünkohl haak, also Spinat. In Kenia ist er besser unter seinem swahilischen Namen, sukuma wiki, bekannt und wird oft mit Grünkohl verwechselt. In Neuseeland heißt er Dalmatian Cabbage und in den Vereinigten Staaten collard greens.
Blattkohl enthält bis zu 26 mg Vitamin C pro 100 g.

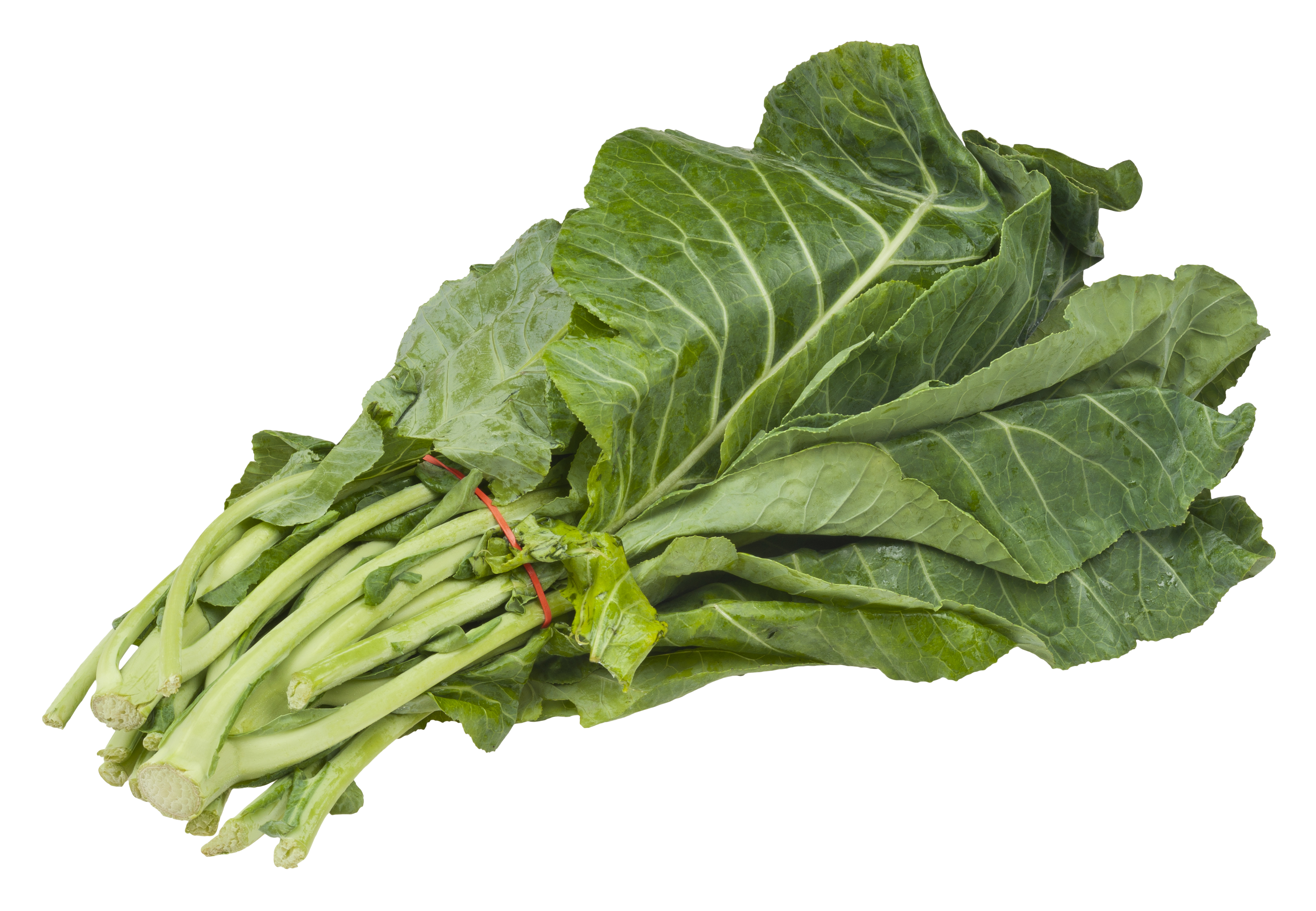
Blattkohl (Brassica oleracea var. viridis)
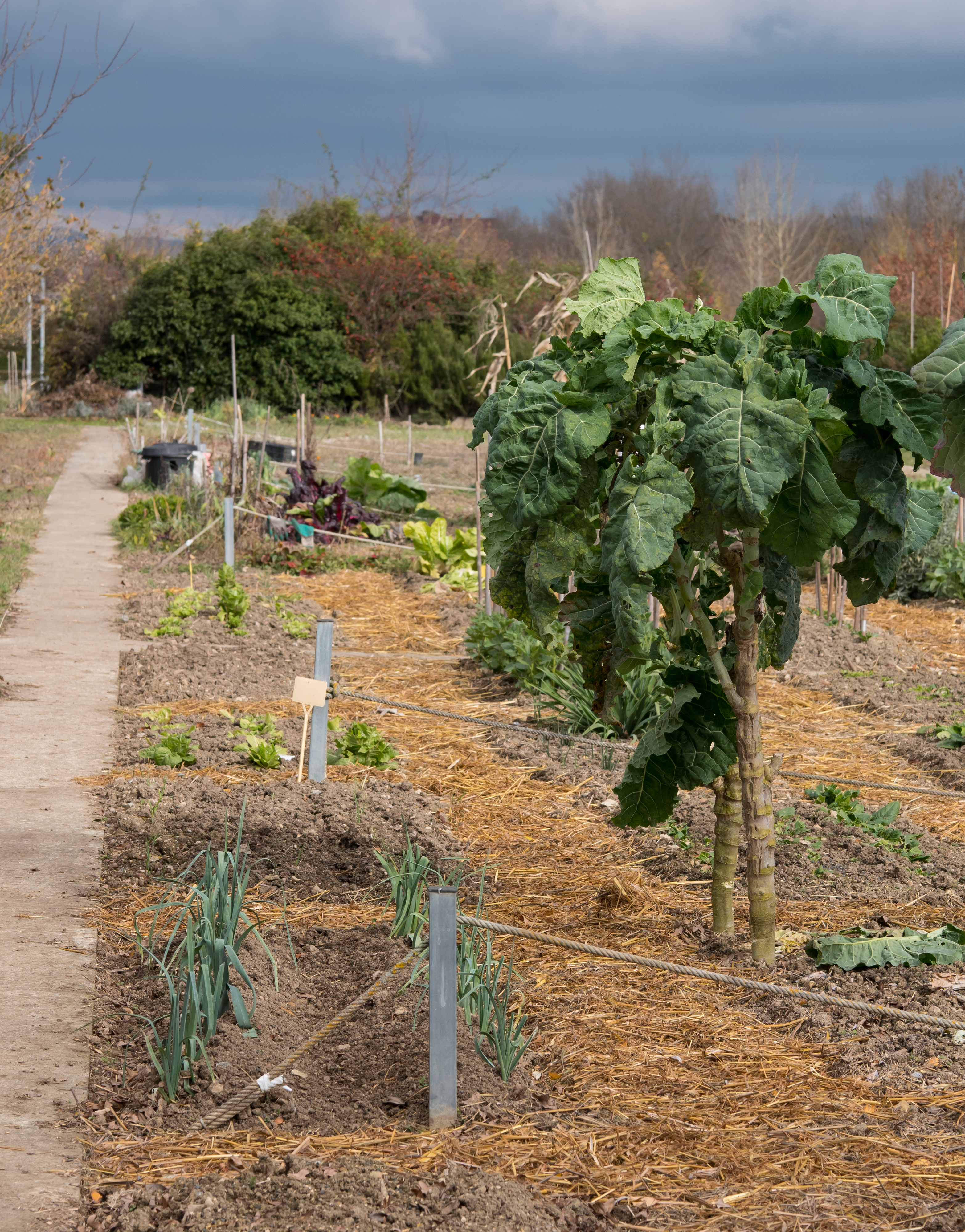
Blattkohl, ganze Pflanze
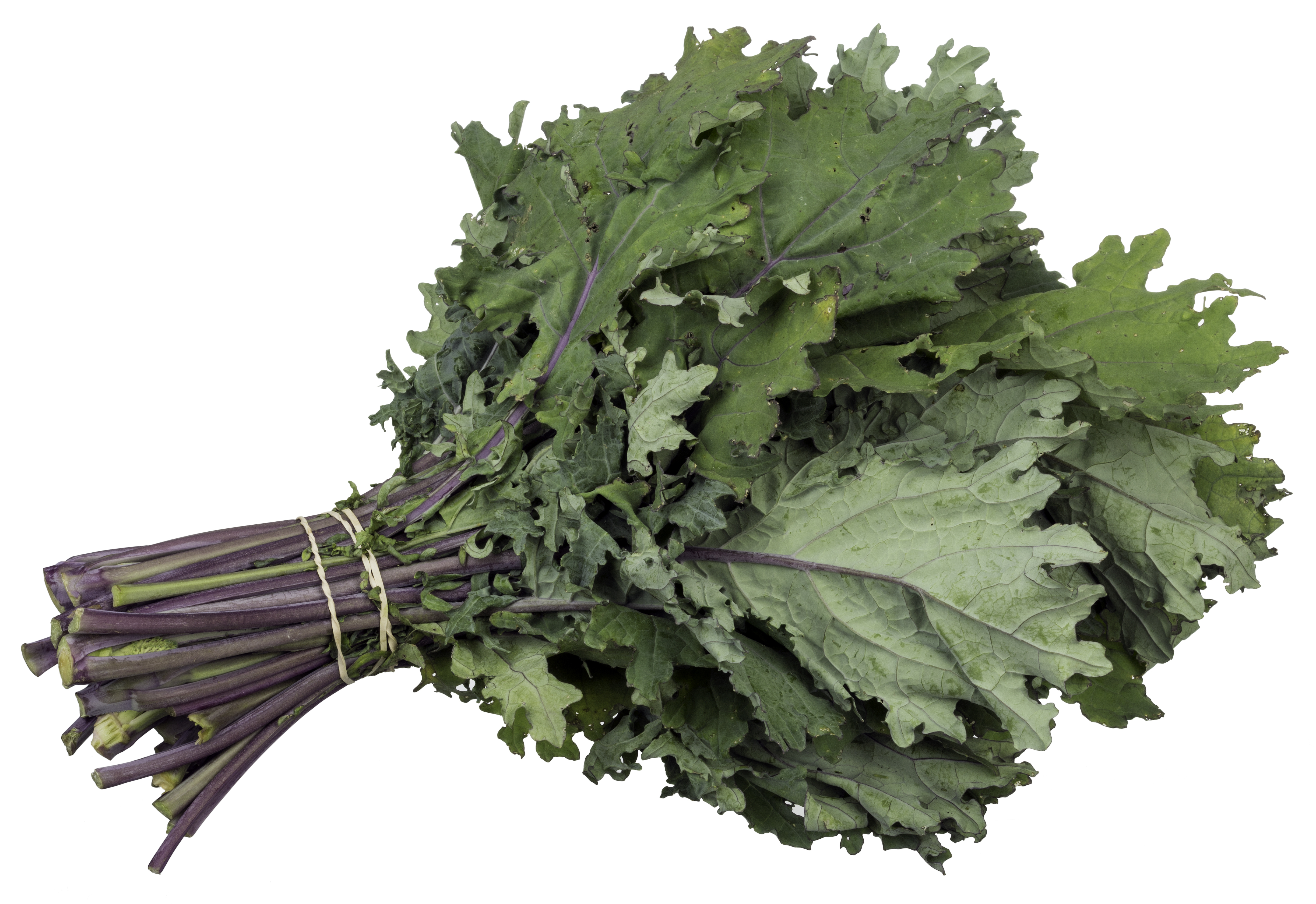
Russischer Roter Blattkohl
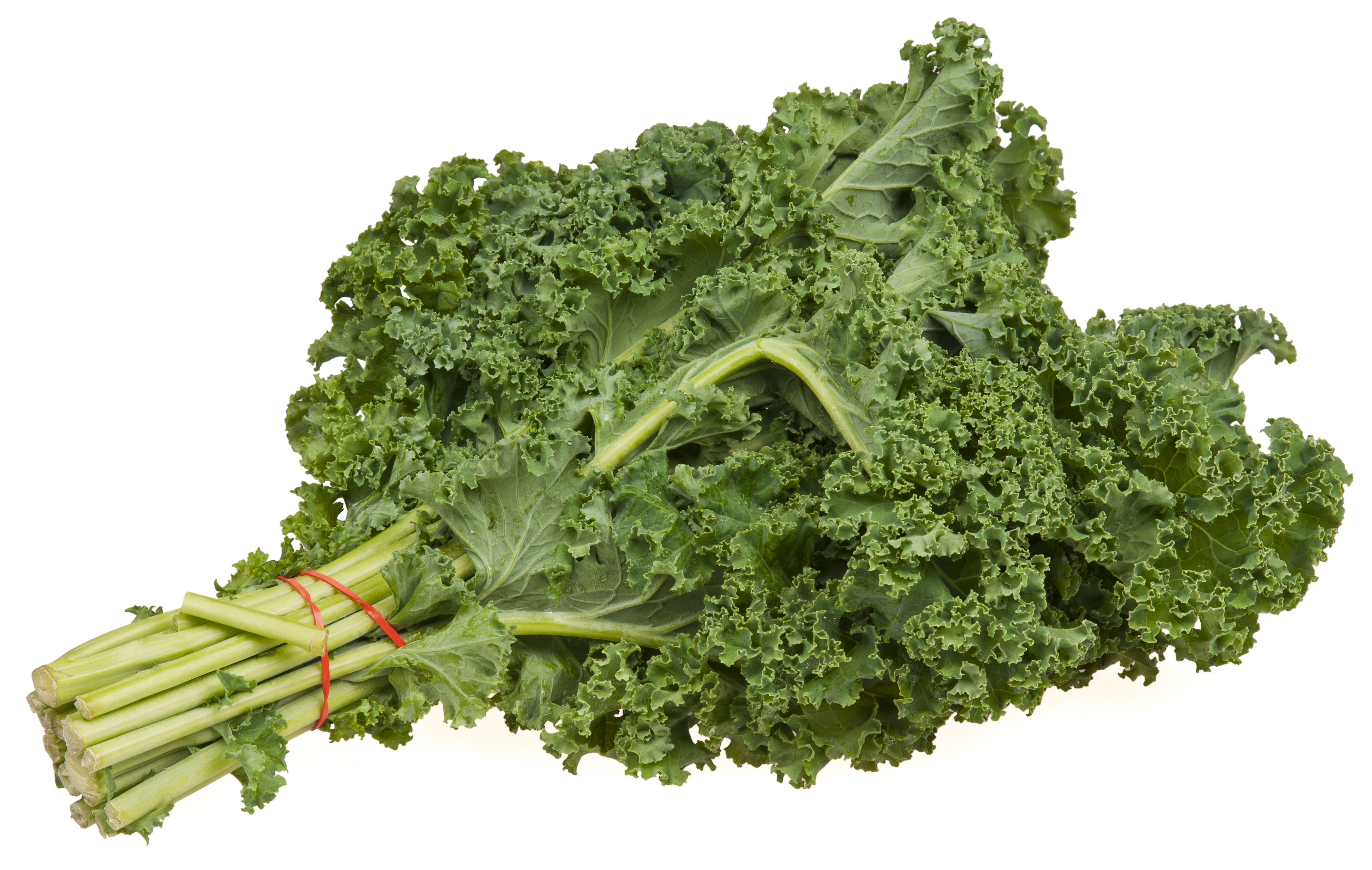
Blattkohl frisé